# TMN
Telecomunicações Móveis Nacionais (TMN) fue una empresa portuguesa de comunicaciones fijas, móviles, internet y portales. Fue fundada el 22 de marzo de 1991, como una asociación entre CTT, TLP y CPRM. Estos dos últimos serían adquiridos por el Grupo Portugal Telecom, hoy controlado por Altice Portugal. En enero de 2014, la TMN pasó a ser denominada MEO. El 29 de diciembre de 2014, la empresa fue extinguida y sus activos fueron integrados en PT Comunicações. El mismo día, PT Comunicações asume el nombre de la empresa que acoge y pasa a ser denominada MEO - Serviços de Comunicações e Multimédia S.A.. 
Operó en el mercado portugués, en primer lugar con una red analógica, y más tarde con una red digital GSM. El 21 de abril de 2004, inició las operaciones con la tecnología UMTS. También tenía licencia para la prestación del servicio fijo de teléfono por acceso indirecto. Utilizando las redes de PT Comunicações, y el prefijo 1096, era comercializado como "Fix Empresas."

## Tarjeta MIMO
Fue el primer operador móvil del mundo en introducir el concepto de tarjetas prepagadas. La idea vino de Margarida Cunha, entonces gerente de marketing de la empresa. En esta modalidad, el usuario paga, no por la firma básica del servicio, sino por el tiempo de uso, en la forma de créditos. La primera tarjeta de prepago en el mundo se llama MIMO, y fue lanzada el 7 de septiembre de 1995.

## Sitio web
Sitio web oficial de TMN Archivado originalmente el 23 de enero de 2014
- Datos: Q54832153
- Multimedia: Telecomunicações Móveis Nacionais / Q54832153